# Flora Purim

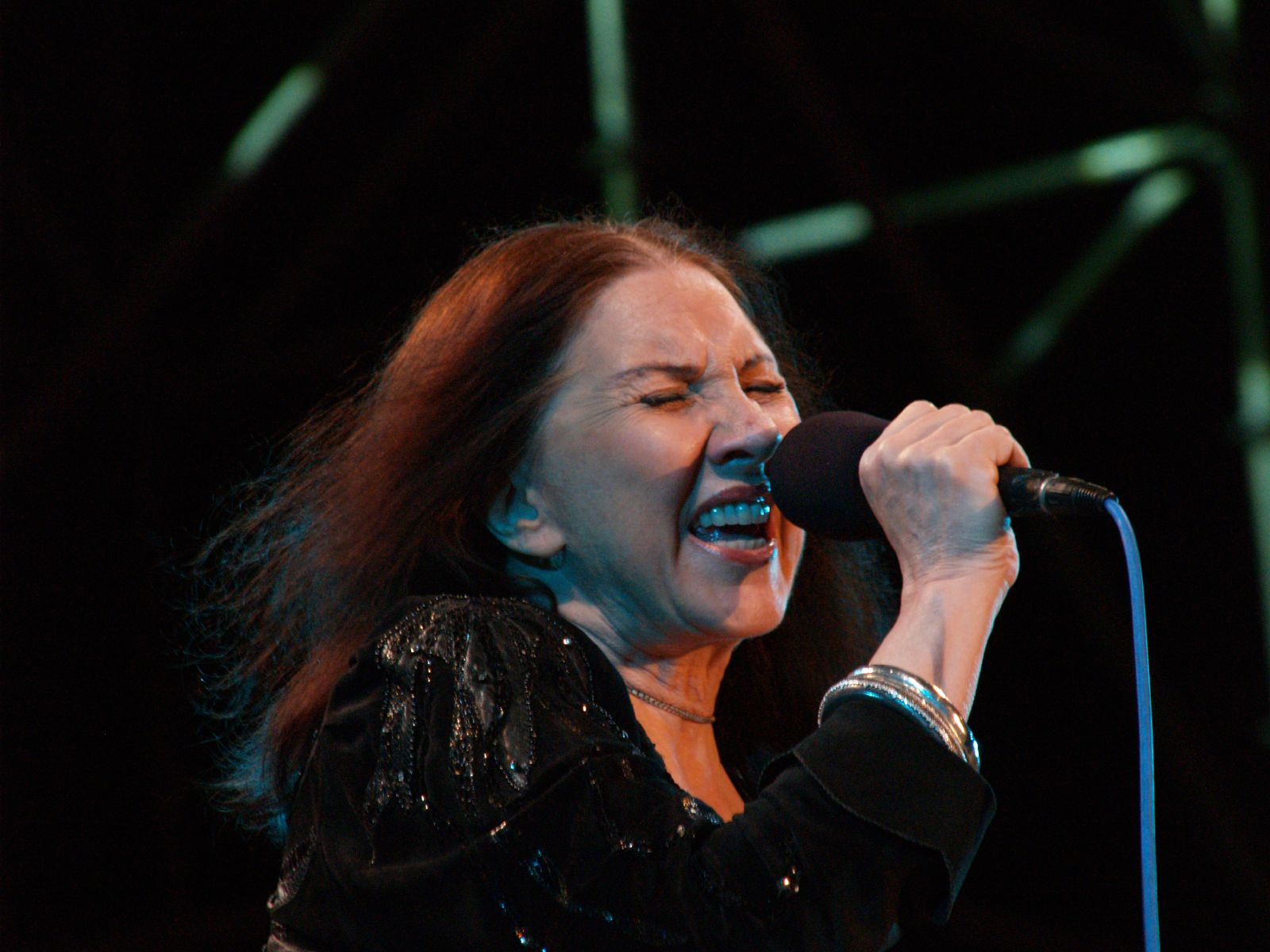
Flora Purim (2007)

Flora Purim (* 6. März 1942 in Rio de Janeiro, Brasilien) ist eine brasilianische Jazz-Sängerin.

## Leben und Werk
Purim stammt aus einer musikalischen Familie, ihre Mutter war eine brasilianische Pianistin, die ihr die Liebe zur Jazz-Musik vermittelte. Der in Rumänien geborene jüdische Vater war Violinist und achtete auf eine Erziehung in klassischer Musik. Sie begann mit vier klassisches Piano zu lernen und mit zwölf akustische Gitarre. Mit einer (nach späterer Ausbildung) sechs Oktaven umfassenden Stimme begabt, trat sie aber auch als Sängerin auf. In Rio war sie Mitglied im Quartetto Novo neben Airto Moreira und Hermeto Pascoal und hatte sogar ein eigenes TV-Programm. 
Purim ist mit Moreira, bei dem sie Percussion-Unterricht hatte, verheiratet und ging mit ihm 1967 in die Vereinigten Staaten nach New York City. Sie spielte mit Stan Getz (1969) und tourte später mit dem Gil-Evans-Orchester, wo sie mit Schlagzeugklängen experimentierte. Sie spielte auch mit Cannonball Adderley (The Happy People 1970, Lovers 1975).
In den 1970er Jahren wirkte sie mit Moreira in Chick Coreas Band Return to Forever mit, wodurch sie international bekannt wurde. 1973 stieg sie mit ihrem Mann Moreira wieder aus der Band aus, die ihnen zu sehr in Richtung elektronische Musik ging. Außerdem setzte Corea ihre Stimme überwiegend instrumental ein. 
1973 erschien Purim erstes Solo-Album Butterfly Dreams, auf dem neben ihrem Ehemann auch Stanley Clarke und Joe Henderson mitspielten. 1974 gründete sie gemeinsam mit Moreira eine eigene Gruppe, in der unter anderem Kei Akagi spielte; sie präsentierte sich auf dem Montreux Jazz Festival 1974 mit einem (brasilianischen) Staraufgebot (500 Miles High).
1974/75 saß Purim wegen Drogen-Vorwürfen 18 Monate im Gefängnis. 1971 war bei einer Razzia in der Wohnung eines brasilianischen Freundes, bei dem sie wohnte, Kokain gefunden worden. Drei Jahre später erfolgte die Anklage und die Verurteilung (sie konnte gerade noch das Album Stories to Tell fertigstellen). Allerdings gab sie in einem Interview zu, 1969 bis 1974 drogenabhängig gewesen zu sein, nicht jedoch auf „harten Drogen“ (Jazz Podium 2005). Als Folge der Verurteilung stand sie zwölf Jahre unter Bewährung und konnte erst ab 1985 wieder ungehindert in die Vereinigten Staaten ein- und ausreisen. Die Zeit im Gefängnis Federal Correctional Institution, Terminal Island in Kalifornien nutzte sie, um Musik zu schreiben. Am 9. März 1975 gab sie dort ein Konzert unter anderem mit Cannonball Adderley, das von mehreren Radiosendern übertragen wurde. Während ihrer Inhaftierung kümmerte sich ihr Ehemann um die zwei Kinder.

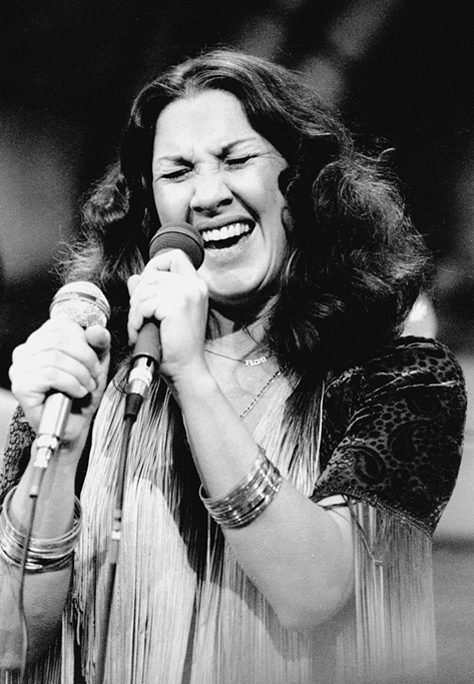
Flora Purim (1981)

Nach ihrer Entlassung veröffentlichte Purim 1976 das Album Open Your Eyes You Can Fly mit Moreira, Pascoal, Egberto Gismonti, Ron Carter und George Duke. In den 1980er Jahren unternahm sie Ausflüge in verschiedene Musikstile. Zwei Alben, auf denen sie mitspielt, erhielten Grammies: Live at the Royal Festival Hall von Dizzy Gillespie and the United Nation Orchestra und Planet Drum von Mickey Hart. In den 1990er Jahren spielte sie in der Latin-Jazz-Band Fourth World mit Moreira, José Neto und Gary Meek. Außerdem arbeitete sie vielfach mit Musikern der englischen Remix-Szene zusammen.
Durch ihre Zusammenarbeit und Freundschaft mit Dizzy Gillespie erfuhr sie vom Bahai-Glauben, den sie später annahm.
Sie hat viele Verbindungen in der Jazz-Szene (unter anderem erzählte sie in einem Interview, dass Horace Silver in ihrer Wohnung in Rio seinen Song for my Father komponierte) und wird insbesondere in ihrer Heimat Brasilien verehrt.
Ihre Tochter Diana Moreira-Booker ist ebenfalls Jazz-Musikerin. Ihr widmete Purim den Titel Diana auf Wayne Shorters Native Dancer. Schon als Kleinkind war sie bei Jazzaufnahmen ihrer Mutter dabei.
2002 erhielt Flora Purim zusammen mit ihrem Mann Airto Moreira den brasilianischen Verdienstorden Rio-Branco-Orden (Ordem de Rio Branco).

## Sonstiges
Sie singt im Soundtrack von Boormans Exorcist II (1977) und Coppolas Apocalypse Now (1979).

## Diskografie (Auszug)
- Flora é M. P. M., 1964
- Gil Evans: Where Flamingos Fly, Artists House 1971
- Chick Corea: Return to Forever, ECM 1972
- Chick Corea & Return to Forever: Light as a Feather, Polydor 1973
- Santana: Welcome – Gesang auf Yours Is the Light, Columbia 1973
- Live in Montreux
- Butterfly Dreams, Milestone 1973
- Stories to Tell, Milestone 1974
- Fingers, gemeinsam mit Airto Moreira
- 500 Miles High, Milestone 1976
- Open Your Eyes You Can Fly, Milestone 1976
- That’s What She Said, Milestone 1978
- Everyday Everynight, Warner Bros 1978
- Nothing Will Be As It Was…Tomorrow, Bellaphon 1977
- Encounter, Milestone 1977
- Love Reborn, Milestone 1980 (Kompilation)
- Flora Purim & Airto: Humble People, Bellaphon 1985
- The Magicians, Concord
- The Colours of Life, In + Out Records 1988
- The Midnight Sun, Virgin 1988
- Speed of Light, B & W Music 1995 (aus ihrer World Tour)
- Flora sings Milton Nascimento, Narada 2000
- Perpetual Emotion, Narada 2001
- If You Will, Strut Records 2022[1]